# Base aérienne de Brody
La base aérienne de Brody (ukrainien : Авіабаза «Броди») est une base située près de la ville de Brody, dans l'oblast de Lviv, en Ukraine.

## Histoire
Elle fut la base du 807e régiment d'aviation en 1956. Maintenant elle accueille la  la 16e brigade d'aviation de l'armée de Aviation légère de l'armée ukrainienne.

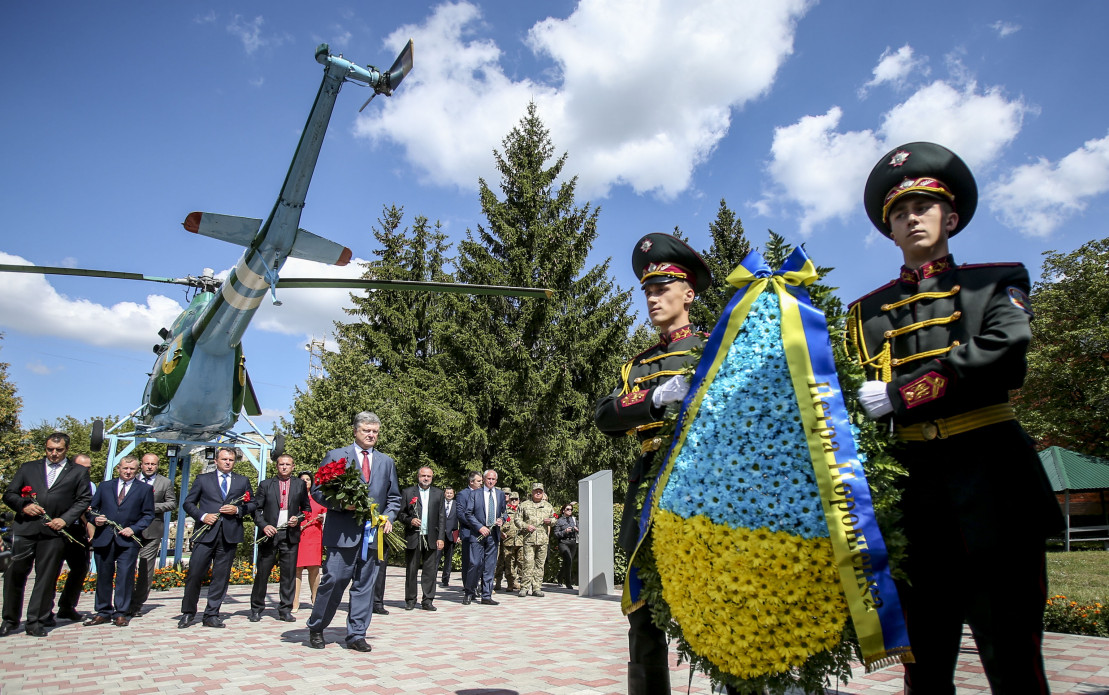
Drapeau de la 16e en 2016.